# Titularbistum Casae in Pamphylia
Casae in Pamphylia (ital.: Case di Pamfilia) ist ein Titularbistum der römisch-katholischen Kirche.
Es geht zurück auf einen untergegangenen Bischofssitz in der gleichnamigen antiken Stadt, die in der römischen Provinz Pamphylia Prima im Süden Kleinasiens lag. Der Bischofssitz war der Kirchenprovinz Side zugeordnet. 
| Titularbischöfe von Casae in Pamphylia |                      |                                      |                   |                  |
| Nr.                                    | Name                 | Amt                                  | von               | bis              |
| 1                                      | Mychajlo Koltun CSsR | Exarch von Kiew-Wyschhorod (Ukraine) | 13. November 1996 | 7. November 1997 |